# Индијско-пакистански рат (1947)
Индијско-пакистански рат 1947. (познат је и под називом Први кашмирски рат) је рат који се водио између Индије и Пакистана за регион Кашмира. То је први од четири рата, који су се водили између Индије и Пакистана.

## Узрок
Џаму и Кашмир је била једна од принчевских држава Индије, која је признала британски суверенитет, а имала је велики степен аутономије. Пре повлачења Британаца из Индије 1947. Кашмир је био под притиском и Индије и Пакистана да постане њихов део. Махараџа Кашмира Хари Синг је желео независност Кашмира и настојао је да одгоди решење. Међутим у време британског повлачења долази до напада здружених пропакистанских племенских снага из Северозападних граничних подручја Пакистана, и регуларне пакистанске војске. Због инвазије махараџа се одлучује да преда Кашмир Индији и тако је започео рат.
```
Пакистан
 је тврдио да пошто су муслимани већина становништва Кашмира, принчевска држава Кашмир је требало да припадне Пакистану. Индијско полагање права на Кашмир долази од тога да је махараџа предао Кашмир Индији, као што се десило и са другим принчевским државама. Осим тога 48% становништва Кашмира су били сики, будисти и хиндуси.
[
3
]
[
2
]
```

## Рат
АЗК(Азад Кашмирске) снаге су биле локалне племенске снаге, које је подржавао Пакистан. Њихова предност је била у следећем:
- Пред рат државне снаге Џаму и Кашмира су биле расподељене у уском појасу око границе као одговор на милитантну активност, тако да нису биле спремне за већу инвазију
- Неки делови војске Џаму и Кашмира придружили су се АЗК војсци
- Локалну герилу су подржавали редовни пакистански војници, који су ушли у састав многих АЗК јединица, а како је рат трајао тако се повећавао број пакистанских редовних војника
- Могуће је да су британски официри помогли Пакистанцима да припреме напад. Британски официри на терену су помагали и координисали нападе локалне гериле.

Као резултат тих предности АЗК војска је брзо надвладала, али не и докрајчила државну војску Џаму и Кашмира. Међутим Индија је почела ваздухом слати појачања и тиме је спасила Џаму и Кашмир. До краја 1947. офанзива АЗК је изгубила на замаху. На Високим Хималајима АЗК је и даље напредовала, све док није дошла до предграђа Леха у јуну 1948. Током 1948. водило се мноштво мањих битака. Ниједна битка није дала одлучну предност другој страни, тако да се линија фронта учврстила. Пакистан је временом све отвореније подржавао АЗК снаге, тако да су биле укључене и регуларне јединице пакистанске војске, а не само пакистански војници у АЗК јединицама. Формални прекид ватре је проглашен 31. децембра 1948.

## Резултати рата
Као резултат рата Индија је добила две трећине Кашмира, а Пакистан једну трећину. Индијци су задржали контролу над релативно богатим и густо насељеним подручјем Кашмирске долине и већином становништва Кашмира. Џаму и Кашмир је 1957. постао индијска држава, а линија прекида ватре је постала фактичка граница две државе.

## Фазе рата
Постоји десет фаза рата.

### 22—26. октобар 1947.
Велики део кашмирске долине је био под контролом паравојних снага. Победили су државну војску Џаму и Кашмира и пут према главном граду Кашмира Шринагару је био отворен. Војска Џаму и Кашмира се налазила у окружењу у неколико градова. У очајању владар Кашмира махараџа Хари Синг је замолио индијску владу да пошаље војску у помоћ, да би се зауставила побуна. Индија је обећала Сингу помоћ, али тек кад потпише да Кашмир улази у састав Индије. Хари Синг је потписао да Кашмир улази у састав Индије, па је стигла индијска војска, која је зауставила нападаче и спречила пад Шринагара.

### 27. октобар — 17. новембар 1947.
Индијска војска је била пребачена зрачним путем до Шринагара и победила је паравојне снаге АЗК на предграђима Шринагара. Индијска војска је гањала разбијене АЗК снаге и ослободила је два града Барамулу и Ури. У Панч долини је настављена опсада владиних снага. На северу пропакистанске снаге су заузеле још више територија.

### 18—26. новембар 1947.
Индијске снаге су наставиле да гањају разбијене АЗК снаге и кренули су јужно да ослободе опкољене владине снаге у Панч долини. Индијске снаге су потцениле колико су слабе цесте тога подручја. Дошли су делом до Панч долине, али са првим снагама нису могли ништа да учине. У Котлију су успели да ослободе гарнизон, а снаге АЗК су заузеле Мирпур и побиле су доста хиндуса у граду.

### 25. новембар 1947—6. фебруар 1948.
Пакистанске АЗК снаге су заузеле Џангер и успешно су напали Наошеру, а Ури су неуспешно опседали. На југу су Индијци осигурали Чамб. У тој фази линија фронта се почела стабилизовати, а долазило је све више индијских војника.

### 7. фебруар — 1. мај 1948.
Индијске снаге су у контранападу заузеле Џангер и Раџаури. У кашмирској долини пакистанско АЗК снаге нападале су и даље Ури гарнизон. На северу Скарду је дошао под опсаду АЗК снага.

### 1—19. мај 1948.
АЗК уз помоћ пакистанске војске је нападао безброј пута Џангер, али безуспешно. Индијци су заузели Титвали. АЗК је напредовао на високим Хималајима и почели су опседати Лех, а заузели су и Каргил. Победили су индијско појачање које је кренуло да ослободи Скарду.

### 19. мај — 14. август 1948.
Индијци су наставили да нападају у Кашмирској долини напредујући северно да би заузели Керан и Гураис. Одбили су напад на Титваил. Снаге у Пунчу су успеле да се привремено и накратко пробију. Скарду се успешно бранио, тако да је спречавао пролаз пропакистанским снагама према Леху. У августу 1948. ипак успевају заузети Скарду.

### 15. август — 1. новембар 1948.
Током тога периода долази до мање активности са обе стране. Линија фронта се стабилизује. Опсада Панча се поново наставила, а Индијци нису успели у нападу на Драс.

### 1—26. новембар 1948.
Индијци су почели да напредују на свим секторима. Пунч је коначно ослобођен опсаде након годину дана. Пропакистанске Гилгит снаге на високим Хималајама су коначно биле поражене. Индијци су напредовали до Каргила и ту су се зауставили због проблема са снабдевањем. Зоји-Ла прелаз је освојен тенковима, што је било чудо због велике висине. Освајањем пролаза лако је заузет Драс.

### 27. новембар — 31. децембар 1948.
Индијски председник владе Џавахарлал Нехру је одлучио да тражи од УН да интервенишу. УН посредују у договору о прекиду ватре који је ступио на снагу 31. децембра 1948. Неколико дана пре прекида ватре Пакистанци су извршили контранапад и одсекли цесту између Урија и Панча. Изгласана је резолуција УН-а 5. јануара 1949. по којој је Пакистан требало да повуче своје снаге и регуларне и паравојне, а Индији је било дозвољено да држи минималне снаге за одржање реда. Тек после тога требало је одржати плебисцит.